# 2-Fluornaphthalin
2-Fluornaphthalin (β-Fluornaphthalin) ist eine chemische Verbindung des Fluors aus der Gruppe der Naphthalinderivate und zählt zu den Fluoraromaten. 2-Fluornaphthalin ist isomer zu 1-Fluornaphthalin.

## Gewinnung und Darstellung
Arylfluoride werden in einer Schiemann-Reaktion aus Diazoniumfluoroboraten dargestellt.
Auch die Fluorierung mit N-Fluorobis(phenylsulfonyl)amin ist möglich.

## Eigenschaften
Es handelt sich um einen weißen Feststoff.

## Verwendung und Reaktionen
Die fluorierten Aromaten werden für Kupplungsreaktionen von Arylen verwendet.